# Ctenorya sjoestedti
Ctenorya sjoestedti är en mångfotingart som beskrevs av Carl Graf Attems 1909. Ctenorya sjoestedti ingår i släktet Ctenorya och familjen kamjordkrypare.
Artens utbredningsområde är Tanzania. Inga underarter finns listade i Catalogue of Life.